# Montepalma
Montepalma (o Monte Palma, Mùnti Pàmma in dialetto catanese) è una frazione di Misterbianco, comune italiano della Città metropolitana di Catania.

## Geografia fisica
Montepalma è una frazione distante meno di 1 km dal centro urbano di Misterbianco, e occupa la zona orientale del territorio del suddetto Comune. Essa confina a nord con Poggio del Lupo, a ovest con la Zona Commerciale di Misterbianco, a est con Lineri, a sud con Monte Po e la parte Superiore di Nesima, quartieri di Catania.
Nonostante la totalità degli edifici sia di costruzione abusiva, dal punto di vista urbanistico presenta una struttura viaria regolare con direttrici nord-sud intersecate da parallele ortogonali.

## Storia
Lo sviluppo dell'abitato di Montepalma, area sciarosa dell'omonima contrada situata nella parte meridionale del territorio di Misterbianco, è storicamente legata a quella della vicina frazione di Lineri, anche se si verificò molti anni più tardi rispetto ad essa, più precisamente a partire dagli anni Ottanta del XX secolo.
Il popolamento dell'area lo si deve esclusivamente ai flussi migratori di famiglie provenienti da altri comuni rurali della Sicilia orientale e da Catania, che comportarono il fenomeno dell'abusivismo edilizio, che interessò nel complesso tutte le aree periferiche disabitate di Misterbianco, e portò all'edificazione di strade e di palazzine ad uso residenziale.

## Cultura

### Istruzione
Nella frazione sorge un istituto scolastico comprensivo statale denominato I.C.S. Padre Pio da Pietrelcina, dedicato all'omonimo Santo.

## Monumenti e luoghi d'interesse
Montepalma non ha monumenti di particolare pregio e interesse, essendo un centro abitato il cui sviluppo è molto recente.
Nella frazione sorge un luogo di culto cattolico, la Chiesa del Beato Cardinale Giuseppe Benedetto Dusmet, realizzata con elementi architettonici neoclassici, ed eretta nel 2003.
Vi è, inoltre, un parco giochi dedicato a Nilde Iotti, sito all'incrocio tra via Bologna e via Ferrara, e una piazza denominata Piazza Bianca sita in via Salerno.
Inoltre si trovano due campetti da calcio, oltre quello della parrocchia prima citata, siti in via Milano.

## Sport
La frazione può vantare una società di calcio a 5, sita nella parrocchia Beato Cardinale Dusmet, che, affiliata con le PGS ,svolge la sua attività sportiva in ambito giovanile e di prima squadra. Storicamente, la squadra può vantare 7 campionati provinciali CSI tra le varie categorie giovanili, ed un campionato under 17 con le PGS. Inoltre può vantare un terzo posto ai campionati regionali "Pigiessiadi 2020" under 17.

## Economia
A Montepalma si trovano attività commerciali, ed anche delle attività artigianali, concentrate perlopiù nella parte ovest del suo territorio.

## Infrastrutture e trasporti
Per la sua contiguità con Lineri, Montepalma era servita, fino a giugno 2024, dalla fermata di Lineri della FCE; vi sono anche i bus-navetta che collegano la frazione con la stazione Nesima della Metropolitana di Catania, attivo dal 2017.
È inoltre servita da un servizio gratuito di minibus di linea urbana che la collega con il centro di Misterbianco, offerto dal comune etneo ai cittadini.